# لیانا آنگور
لیانا آنگور (انگلیسی: Liana Ungur؛ زادهٔ ۲ ژانویهٔ ۱۹۸۵) یک تنیس‌باز اهل رومانی است.